# Бигнониевые
Бигнониевые (лат. Bignoniaceae) — семейство двудольных растений — деревьев, кустарников, лиан, редко трав, произрастающих преимущественно в тропиках.
Имеет близкое родство с семейством норичниковых; их разница определяется наличием эндосперма и морфологией завязи и семени. Однако некоторые роды растений — такие как павловния (Paulownia), гибсониотамнус (Gibsoniothamnus), синапс (растение) (Synapsis) и шлегелия (Schlegelia) периодически относят то к одному семейству, то к другому.
Семейство насчитывает более 850 различных видов растений, разбитых примерно на 100 родов.
Растения данного семейства распространены большей частью на американском континенте, некоторые — в Юго-Восточной Азии. В XIX-XX вв. благодаря усилиям культиваторов некоторые растения освоили непривычные для себя ареалы — так, жакаранда в настоящее время встречается во многих жарких регионах, в частности, на юге Африки, в Израиле, в Австралии.

## Биологическое описание
Листья чаще всего супротивные, реже мутовчатые, ещё реже очередные или мочковатые; пальчато-, перистосложные, реже простые, всегда без прилистников. У некоторых видов листья могут быть очень крупные, более метра в длину. У лиан один или несколько крайних листочков могут принимать форму усиков.
Соцветие верхушечное, пазушное либо развивается прямо на стволе или ветвях дерева (каулифлория); по форме метельчатое, кистевидное или собрано в щиток. Ложе цветка обычно чашевидное, со сросшимися чашелистиками. Венчик сростнолепестной; воронковидный, колокольчатый либо трубчатый; имеет 5 обычно наложенных друг на друга лепестков. Четыре (реже от двух до пяти) хорошо развитые тычинки расположены в трубке венчика. Кроме того, обычно имеется ещё одна, бесплодная (стаминодий), тычинка. Пыльник чаще всего имеет два гнезда (реже одно). Завязь верхняя, как правило имеет два гнезда (реже одно), с многочисленными анатропными семязачатками. Цветки обоеполые и зигоморфные. Плод — обычно коробочка, раскрывающаяся двумя створками вдоль или поперёк швов; реже ягода либо горлянка. Семена без эндосперма, более-менее сплюснутые, как правило имеют перепончатое крыло.

## Роды
Семейство Бигнониевые включает 97 родов:
- Adenocalymma Mart. ex Meisn. — Аденокалима
- Amphilophium Kunth — Амфилофиум
- Amphitecna Miers — Амфитекна
- Anemopaegma Mart. ex Meisn. — Анемопегма
- Argylia D.Don — Аргилия
- Arrabidaea DC. — Аррабидея
- Astianthus D.Don — Астиантус
- Bignonia L. — Бигнонияtypus
- Callichlamys Miq. — Каллихламис
- Campsidium Seem.
- Campsis Lour. — Кампсис
- Catalpa Scop. — Катальпа
- Catophractes D.Don — Катофрактес
- Ceratophytum Pittier
- Chilopsis D.Don — Хилопсис
- ×Chitalpa T.S.Elias & Wisura
- Colea Bojer ex Meisn.
- Crescentia L. — Кресценция
- Cuspidaria DC.
- Cybistax Mart. ex Meisn.
- Delostoma D.Don
- Deplanchea Vieill.
- Digomphia Benth.
- Dinklageodoxa Heine & Sandwith
- Distictella Kuntze
- Distictis Mart. ex Meisn.
- Dolichandra Cham. — Долихандра
- Dolichandrone (Fenzl) Seem. — Долихандрон
- Eccremocarpus Ruiz & Pav. — Эккремокарпус
- Ekmanianthe Urb.
- Fernandoa Welw. ex Seem.
- Fridericia Mart.
- Gardnerodoxa Sandwith
- Glaziova Bureau
- Godmania Hemsl.
- Handroanthus Mattos — Хандроантус
- Haplolophium Cham.
- Haplophragma Dop
- Heterophragma DC.
- Hieris Steenis
- Incarvillea Juss. — Инкарвиллея
- Jacaranda Juss. — Жакаранда
- Kigelia DC. — Кигелия, или Колбасное дерево
- Lamiodendron Steenis
- Leucocalantha Barb.Rodr.
- Lundia DC.
- Macranthisiphon Bureau ex K.Schum.
- Manaosella J.C.Gomes
- Mansoa DC.
- Markhamia Seem. ex Baill.
- Martinella Baill.
- Mayodendron Kurz
- Memora Miers
- Millingtonia L.f. — Миллингтония
- Neojobertia Baill.
- Neosepicaea Diels
- Newbouldia Seem. ex Bureau
- Nyctocalos Teijsm. & Binn.
- Ophiocolea H.Perrier
- Oroxylum Vent.
- Pachyptera DC. ex Meisn.
- Pajanelia DC.
- Pandorea (Endl.) Spach
- Paragonia Bureau
- Paratecoma Kuhlm. — Паратекома
- Parmentiera DC. — Парментьера
- Pauldopia Steenis
- Perianthomega Bureau ex Baill.
- Periarrabidaea A.Samp.
- Perichlaena Baill.
- Phyllarthron DC. — Филлартрон
- Phylloctenium Baill.
- Piriadacus Pichon
- Pithecoctenium Mart. ex Meisn. — Питекоктениум
- Pleonotoma Miers
- Podranea Sprague
- Pseudocatalpa A.H.Gentry
- Pyrostegia C.Presl — Пиростегия
- Radermachera Zoll. & Moritzi — Радермахера
- Rhigozum Burch. — Ригозум
- Rhodocolea Baill.
- Romeroa Dugand
- Roseodendron Miranda
- Santisukia Brummitt
- Sparattosperma Mart. ex Meisn.
- Spathicalyx J.C.Gomes
- Spathodea P.Beauv. — Спатодея
- Sphingiphila A.H.Gentry
- Spirotecoma Baill. ex Dalla Torre & Harms
- Stereospermum Cham.
- Stizophyllum Miers
- Tabebuia Gomes ex DC. — Табебуйя
- Tanaecium Sw. — Танециум
- Tecoma Juss. — Текома
- Tecomaria Spach — Текомария
- Tecomanthe Baill. — Текоманте
- Tecomella Seem. — Текомелла
- Tourrettia Foug. — Турретия
- Tynanthus Miers — Тиннантус
- Xylophragma Sprague
- Zeyheria Mart.